# Cabin Fever (film, 2016)
Série
Cabin Fever: Patient Zero
(2014)
Pour plus de détails, voir Fiche technique et Distribution.
Cabin Fever est un film d'horreur américain réalisé par Travis Nicholas Zariwny, sorti en 2016. Il s'agit d'un remake du film Cabin Fever, réalisé par Eli Roth, sorti en 2002.

## Synopsis
Une bande de jeunes (trois garçons et deux filles) ont loué une cabane dans la forêt pour y fêter la fin de leurs études et profiter des derniers jours de liberté avant d'entrer dans le monde du travail. Mais la fête tourne au cauchemar quand un ermite infecté par un mystérieux virus fait son apparition. Les cinq jeunes gens vont devoir faire face à ce terrible virus qui dévore les chairs de ses victimes.

## Fiche technique
- Titre : Cabin Fever
- Réalisation : Travis Nicholas Zariwny
- Scénario : Eli Roth et Randy Pearlstein
- Production : Eli Roth, Evan Astrowsky, Christopher Lemole et Tim Zajaros
- Photographie : Gavin Kelly
- Musique : Kevin Riepl
- Société(s) de production : Armory Films et Pelican Point Media
- Société(s) de distribution : IFC Midnight
- Pays de production : États-Unis
- Langue : anglais
- Format : couleur
- Genre : Horreur
- Durée : 98 minutes
- Dates de sortie[1] :
  - États-Unis : 12 février 2016
- interdit aux moins de 12 ans

## Distribution
- Matthew Daddario : Jeff
- Samuel Davis : Paul
- Dustin Ingram : Brett
- Gage Golightly : Karen
- Nadine Crocker : Marcy
- Randy Schulman : Henry
- Tim Zajaros : Connor / Grim
- Aaron Trainor : Tommy
- Louise Linton : Winston